# RAINBOW〜私は私やねんから〜
「RAINBOW～私は私やねんから～」（レインボー～わたしはわたしやねんから～）は、日本の女性アイドルグループたこやきレインボーのメジャー3枚目のシングル。2017年5月10日にavex traxから発売された。

## 概要
メジャー3枚目シングルの「RAINBOW～私は私やねんから～」は、作詞作曲が前作「どっとjpジャパーン!」同様、ヒャダインこと前山田健一の手掛けた作品である。 EDMをベースにオカズをたっぷり放りこんだトラックも最高であるが、“70億人！ RAINBOW！”“男も女も！ RAINBOW！”という多様性を肯定する歌詞が素晴らしい仕上がりとなっている。とかく説教臭くなりがちなテーマだが、可愛らしく聴こえるところが不思議な作品である。
TYPE-Dのカップリングである「サンデーディスカバリー」は、毎週日曜日の朝に出演している科学番組「かがくdeムチャミタス！」を勝手にイメージして作られた曲とのこと。実験とかフラスコとか、サーモグラフィーや細胞とか。みんなで科学の言葉を出し合って、協力して作った曲で。情熱的な科学への気持ちをサンバっぽい感じで、スピード感たっぷりに表現されている。
DVD付き盤とBlu-ray付き盤、そしてCDのみ盤3形態の、5形態で発売された。

## 収録内容

### RAINBOW～私は私やねんから～（TYPE-A(CD+DVD)）
CD
1. RAINBOW～私は私やねんから～
作詞・作曲：前山田健一・編曲：CMJK

DVD
1. RAINBOW～私は私やねんから～ Music Video
2. RAINBOW～私は私やねんから～ Dance Video
3. RAINBOW～私は私やねんから～ Making Video

### RAINBOW～私は私やねんから～（TYPE-B(CD+Blu-ray)）
CD
1. RAINBOW～私は私やねんから～

Blu-ray
なにわンダーランド2016 ～ひみつのティーパーティー～＠オリックス劇場 ＜2016.11.20＞
overture｜tacoture～
1. 尼崎テクノ
2. どっとjpジャパーン！
3. にじースターダスト
4. ナンバサンバイジャー
5. 桜色ストライプ
6. 恋するビリケンさん
7. 怒るでしかし！
8. めっちゃDISCO
9. 365Go!
10. ええねん
11. めっちゃPUNK
12. たこ虹物語～オーバー・ザ・関ケ原～
13. 踊れ！青春カルナバル
14. オーバー・ザ・たこやきレインボー
15. One Two Three Four Five!!
16. ちゃんと走れ!!!!!!

### RAINBOW～私は私やねんから～（TYPE-C(CD)）
CD
1. RAINBOW～私は私やねんから～
2. じゆう！そう！フリーダム！
作詞・作曲：前山田健一

### RAINBOW～私は私やねんから～（TYPE-D(CD)）
CD
1. RAINBOW～私は私やねんから～
2. サンデーディスカバリー
作詞・作曲・編曲：浅利進吾

### RAINBOW～私は私やねんから～（TYPE-E(CD)）
CD
1. RAINBOW～私は私やねんから～
2. ミックスジュース
作詞：金子麻友美、久下真音・作曲：金子麻友美

## リリース日一覧
| 地域 | リリース日     | レーベル  | 規格                 | カタログ番号                       |
| ---- | -------------- | --------- | -------------------- | ---------------------------------- |
| 日本 | 2017年05月10日 | avex trax | CD＋DVD              | AVCD-83920/B（TYPE-A(CD+DVD)）     |
| 日本 | 2017年05月10日 | avex trax | CD＋Blu-ray          | AVCD-83921/B（TYPE-B(CD+Blu-ray)） |
| 日本 | 2017年05月10日 | avex trax | マキシシングル（CD） | AVCD-83922（TYPE-C(CD)）           |
| 日本 | 2017年05月10日 | avex trax | マキシシングル（CD） | AVCD-83923（TYPE-D(CD)）           |
| 日本 | 2017年05月10日 | avex trax | マキシシングル（CD） | AVCD-83924（TYPE-E(CD)）           |